# Санчес, Хоэль (мексиканский футболист)
Хоэль Санчес Рамос (исп. Joel Sánchez Ramos; род. 17 августа 1974 года в Гвадалахаре, Мексика) — мексиканский футболист, центральный защитник. Известен по выступлениям за мексиканский клуб «Гвадалахара». Участник чемпионата мира 1998 года.

## Клубная карьера
Санчес родился в Гвадалахаре и начал карьеру в местном клубе с одноименным названием. 20 марта 1994 года в матче против «Толуки», Хоэль дебютировал в мексиканской Примере. В первых сезонах он получал немного игрового времени и стал игроком основного состава только в сезоне 1995/96. В 1997 году он выиграл свой первый чемпионат в составе «Чивас». Летом того же года Хоэль перешёл в «Америку», но на протяжении трех сезонов так и не смог до конца адаптироваться в команде и в 2000 году вернулся в Гвадалахару. В родном клубе он провёл три сезона и в конце 2003 года перешёл в «Веракрус». 1 августа 2004 года в матче против «Америки», Санчес дебютировал за новый клуб. В том же году он перешёл в «Дорадос», но уже летом 2005 вернулся в «Веракрус». В сезоне 2006/07 Хоэль подписал контракт с клубом «Керетаро», в котором провёл один сезон, после чего отправился в долгосрочную аренду в «Эстудиантес Текос» из своего родного города. 4 августа 2007 года в матче против «Пачуки», Санчес дебютировал за новый клуб и в этом же поединке забил свой первый гол за команду. В 2010 году защитник вернулся в «Керетаро», но не успев сыграть и матча был снова отправлен в аренду в «Веракрус». 24 июля 2010 года в матче против «Универсидад Гвадалахара», он дебютировал за клуб. За сезон он принял участие всего в 7 встречах и летом 2011 года принял решение завершить карьеру.

## Международная карьера
23 октября 1996 года в товарищеском матче против сборной Эквадора, Санчес дебютировал в сборной Мексики. В следующем году Хоэль в составе национальной команды занял третье место на Кубке Америки. 8 ноября в поединке против сборной Гватемалы защитник забил свой первый гол за сборную.
В 1998 году Санчес был включен в заявку команды на поездку во Францию на Чемпионат Мира. На турнире он принял участие двух матчах группового этапа против сборных Бельгии и Нидерландов. В следующем году Хоэль выиграл Кубок Конфедераций и занял третье место на Кубке Америки.

### Голы за сборную Мексики
| #   | Дата          | Место             | Противник | Результат | Соревнование      |
| --- | ------------- | ----------------- | --------- | --------- | ----------------- |
| 01. | 8 ноября 1998 | Лос-Анджелес, США | Гватемала | 2:2       | Товарищеский матч |
| 02. | 11 марта 1999 | Лос-Анджелес, США | Боливия   | 2:1       | Nike U.S. Cup     |
| 03. | 11 марта 1999 | Лос-Анджелес, США | Боливия   | 2:1       | Nike U.S. Cup     |

## Достижения
Клубные
 «Гвадалахара»
- Чемпионат Мексики по футболу — Лет. 1997

Международные
 Мексика
- Кубок конфедераций — 1999
- Кубок Америки по футболу — 1999
- Кубок Америки по футболу — 1999